# Комплекс за малоценност
Комплексът за малоценност е изследван най-вече от Алфред Адлер, който го превръща в основа на своята психологическа теория. Това чувство се заражда в детството, когато субектът осъзнава природната си слабост. Още в първите си години детето си дава сметка, че го заставят да върши това, което не желае, и не му позволяват да направи това, което би искало. По отношение на възрастния то се намира в положение на подчиненост, понякога тягостна за него. Ако родителите изискват от детето си да постъпва свръх неговите възможности, чувството за непълноценност се затвърждава и установява трайно със своите потискащи последствия. Детето се затваря в себе си, избягва действието и намира спасение в утешителните мечтания, лекувайки раните си с илюзии. Понякога комплексът за малоценност кристализира около действителен недъг (говорно разстройство, непривлекателност) или около индивидуална характеристика, преценявана като отблъскваща (нисък ръст, лунички). Най-често той става повод за подценяващо поведение (грубост, подигравателност, деспотизъм, самохвалство) или се изразява в депресивни мисли. За да се избегне създаването на комплекс за малоценност, е необходимо да бъдат насочени усилията към създаването около детето на климат, който да съдейства за развитието му. Едновременно с приучаването му към необходима житейска дисциплина родителите не трябва да проявяват излишна авторитарност; от друга страна, те трябва да му помогнат да осъзнае своите възможности и своята ценност, като създават около него поводи за успешни прояви.